# Saison 2019-2020 d'Oyonnax Rugby
Cette page présente la saison 2019-2020 d'Oyonnax Rugby en Pro D2.

## Entraîneurs
- Joe El Abd : Manager
- Manny Edmonds : Entraineur
- Vincent Debaty : Consultant
- Maurie Fa'asavalu : Consultant
- Viliami Ma'afu : Consultant

## La saison
La saison est marquée par une suspension du championnat à partir du 13 mars après le début de la propagation de la pandémie de Covid-19 en France. Le 30 avril, la LNR propose l'arrêt définitif du championnat, après une réunion extraordinaire organisée la veille avec tous les membres du bureau exécutif et les présidents de clubs. Par conséquent, le titre national n'est pas attribué et aucune promotion, ni relégation n'est promulguée, à l'issue de cette édition ; la décision est définitivement approuvée par le comité directeur de la LNR le 2 juin.

## Effectif
| Nom                     | Poste            | Naissance         | Nationalité sportive | Sélections | Dernier club          | Arrivée au club (année) |
| ----------------------- | ---------------- | ----------------- | -------------------- | ---------- | --------------------- | ----------------------- |
| Irakli Mirtskhulava     | Pilier           | 22 décembre 1988  | Géorgie              |            | Tarbes PR             | 2016                    |
| Hoani Tui               | Pilier           | 29 mai 1984       | Nouvelle-Zélande     | -          | Lyon OU               | 2016                    |
| Tommy Raynaud           | Pilier           | 13 juin 1994      | France               | -          | RC Narbonne           | 2016                    |
| Thomas Laclayat         | Pilier           | 2 octobre 1997    | France               | -          | Formé au club         | 2017                    |
| Blaise Dumas            | Pilier           | 21 mars 1993      | France               | -          | RC Vannes             | 2018                    |
| Reinaldo Piussi Mendoza | Pilier           | 18 mai 1999       | France               | -          | Formé au club         | 2018                    |
| Mihăiță Lazăr           | Pilier           | 29 octobre 1986   | France               | -          | FC Grenoble           | 2019                    |
| Adrien Bordenave        | Pilier           | 29 juillet 1993   | France               | -          | Colomiers rugby       | 2019                    |
| Benjamin Geledan        | Talonneur        | 8 avril 1990      | France               | -          | Stade rochelais       | 2016                    |
| Quentin MacDonald       | Talonneur        | 25 septembre 1988 | Nouvelle-Zélande     | -          | Blues                 | 2016                    |
| Guilhem Bourgois        | Talonneur        | 5 septembre 1996  | France               | -          | Formé au club         | 2017                    |
| Teddy Durand            | Talonneur        | 14 octobre 1999   | France               | -          | Stade toulousain      | 2018                    |
| Thibault Tauleigne      | Deuxième ligne   | 10 novembre 1996  | France               | -          | Formé au club         | 2016                    |
| Phoenix Battye          | Deuxième ligne   | 28 septembre 1990 | Australie            | -          | AS Béziers            | 2017                    |
| Manuel Leindekar        | Deuxième ligne   | 23 avril 1997     | Uruguay              | -          | Formé au club         | 2017                    |
| Myles Edwards           | Deuxième ligne   | 19 mai 1997       | Angleterre           | -          | Stade aurillacois     | 2018                    |
| Zach Farance            | Deuxième ligne   | 18 mai 1996       | Angleterre           | -          | Formé au club         | 2018                    |
| Thibault Lassalle       | Deuxième ligne   | 22 août 1987      | France               | -          | Castres olympique     | 2019                    |
| Josh Tyrell             | Deuxième ligne   | 16 octobre 1990   | Samoa                |            | Doncaster Knights     | 2019                    |
| Valentin Ursache        | Troisième ligne  | 12 août 1985      | Roumanie             |            | Pays d'Aix RC         | 2012                    |
| Bilel Taieb             | Troisième ligne  | 27 janvier 1993   | Tunisie              | -          | Formé au club         | 2015                    |
| Rory Grice              | Troisième ligne  | 2 avril 1990      | Nouvelle-Zélande     |            | FC Grenoble           | 2017                    |
| Didier Tison            | Troisième ligne  | 24 octobre 1993   | France               | -          | US Carcassonne        | 2018                    |
| Étienne Herjean         | Troisième ligne  | 10 juin 1991      | France               | -          | CA Brive              | 2018                    |
| Sacha Zegueur           | Troisième ligne  | 21 juin 1999      | France               | -          | Formé au club         | 2018                    |
| Loïc Crédoz             | Troisième ligne  | 17 mai 1999       | France               | -          | Formé au club         | 2019                    |
| Josh Tyrell             | Troisième ligne  | 16 octobre 1990   | Samoa                | -          | Doncaster Knights     | 2019                    |
| Jérémy Gondrand         | Demi de mêlée    | 23 février 1990   | France               | -          | Lyon OU               | 2016                    |
| Julien Audy             | Demi de mêlée    | 21 novembre 1984  | France               | -          | Union Bordeaux Bègles | 2017                    |
| Lionel Beauxis          | Demi d'ouverture | 24 octobre 1985   | France               |            | Lyon OU               | 2019                    |
| Yohan Le Bourhis        | Demi d'ouverture | 14 mars 1994      | France               | -          | Castres olympique     | 2019                    |
| Roimata Hansell-Pune    | Centre           | 6 novembre 1986   | Nouvelle-Zélande     | -          | Waikato               | 2010                    |
| Théo Millet             | Centre           | 8 juillet 1997    | France               | -          | Stade français Paris  | 2018                    |
| Gabiriele Lovobalavu    | Centre           | 20 juin 1985      | Fidji                |            | Wasps                 | 2019                    |
| Pedro Bettencourt       | Centre           | 18 novembre 1994  | Portugal             | -          | Newcastle Falcons     | 2019                    |
| Antoine Zeghdar         | Centre           | 22 mai 1999       | France               | -          | RC Toulon             | 2019                    |
| Dug Codjo               | Ailier           | 22 avril 1987     | France               | -          | US Carcassonne        | 2013                    |
| Tim Giresse             | Ailier           | 7 septembre 1993  | France               | -          | Biarritz olympique    | 2017                    |
| Aurélien Callandret     | Ailier           | 23 août 1997      | France               | -          | SO chambérien         | 2017                    |
| Bjorn Alberic Basson    | Ailier           | 11 février 1987   | Afrique du Sud       | -          | Western Province      | 2017                    |
| Adrian Sanday           | Ailier           | 5 février 1998    | France               | -          | Formé au club         | 2018                    |
| Joffrey Michel          | Arrière          | 4 mars 1987       | France               | -          | Montpellier HR        | 2018                    |
| Tony Ensor (en)         | Arrière          | 11 mai 1991       | Nouvelle-Zélande     | -          | Stade français        | 2019                    |

## Calendrier et résultats
| - Oyonnax rugby - Valence Romans DR : 53-13 - Oyonnax rugby - USO Nevers : 54-16 - RC Vannes - Oyonnax rugby : 22-18 - Biarritz olympique - Oyonnax rugby : 30-12 - Oyonnax rugby - Colomiers rugby : 23-19 - AS Béziers - Oyonnax rugby : 20-15 - Oyonnax rugby - US Carcassonne : 28-12 - Provence rugby - Oyonnax rugby : 13-22 - Oyonnax rugby - US Montauban : 29-13 - Rouen NR - Oyonnax rugby : 3-28 - Oyonnax rugby - USA Perpignan : 21-19 - Soyaux Angoulême XV - Oyonnax rugby : 10-19 - Oyonnax rugby - Stade montois : 23-21 - Stade aurillacois - Oyonnax rugby : 15-12 - FC Grenoble - Oyonnax rugby : 28-13 | - Oyonnax rugby - Provence rugby : 51-10 - US Carcassonne - Oyonnax rugby : 20-16 - Oyonnax rugby - Biarritz olympique : 31-22 - US Montauban - Oyonnax rugby : 21-15 - Oyonnax rugby - Rouen NR : 22-23 - Oyonnax rugby - AS Béziers : 25-21 - Colomiers rugby - Oyonnax rugby : 22-19 - Oyonnax rugby - FC Grenoble : 40-21 - USA Perpignan - Oyonnax rugby : N'a pas été joué - Oyonnax rugby - Stade aurillacois : N'a pas été joué - USO Nevers - Oyonnax rugby : N'a pas été joué - Oyonnax rugby - RC Vannes : N'a pas été joué - Valence Romans DR - Oyonnax rugby : N'a pas été joué - Oyonnax rugby - Soyaux Angoulême XV : N'a pas été joué - Stade montois - Oyonnax rugby : N'a pas été joué |

| Rang | Club                  | J  | V  | N | D  | Bo | Bd | Pm  | Pe  | Diff | Pts |
| ---- | --------------------- | -- | -- | - | -- | -- | -- | --- | --- | ---- | --- |
| 1    | Colomiers Rugby       | 23 | 17 | 0 | 6  | 5  | 4  | 573 | 381 | +192 | 77  |
| 2    | USA Perpignan (R)     | 23 | 16 | 0 | 7  | 8  | 4  | 671 | 426 | +245 | 76  |
| 3    | FC Grenoble (R)       | 23 | 14 | 1 | 8  | 7  | 2  | 572 | 399 | +173 | 67  |
| 4    | Oyonnax Rugby         | 23 | 14 | 0 | 9  | 5  | 6  | 589 | 414 | +175 | 67  |
| 5    | USO Nevers            | 22 | 14 | 0 | 8  | 4  | 0  | 520 | 475 | +45  | 60  |
| 6    | Biarritz olympique    | 23 | 12 | 1 | 10 | 4  | 5  | 513 | 451 | +62  | 59  |
| 7    | Soyaux Angoulême XV   | 22 | 11 | 2 | 9  | 3  | 4  | 430 | 449 | -19  | 55  |
| 8    | RC Vannes             | 23 | 12 | 0 | 11 | 3  | 3  | 460 | 485 | -25  | 54  |
| 9    | AS Béziers            | 23 | 12 | 0 | 11 | 3  | 3  | 450 | 453 | -3   | 54  |
| 11   | Stade montois         | 23 | 11 | 0 | 12 | 2  | 5  | 499 | 521 | -22  | 51  |
| 10   | US Carcassonne        | 22 | 11 | 1 | 10 | 1  | 2  | 469 | 544 | -75  | 49  |
| 12   | Provence Rugby        | 22 | 10 | 0 | 12 | 2  | 3  | 408 | 482 | -74  | 45  |
| 13   | US Montauban          | 22 | 8  | 1 | 13 | 1  | 6  | 446 | 528 | -82  | 41  |
| 14   | Stade aurillacois     | 23 | 7  | 0 | 16 | 2  | 8  | 429 | 545 | -116 | 38  |
| 15   | Rouen NR (P)          | 23 | 6  | 0 | 17 | 0  | 7  | 345 | 558 | -213 | 31  |
| 16   | Valence Romans DR (P) | 22 | 3  | 0 | 19 | 0  | 8  | 381 | 641 | -260 | 20  |

## Statistiques

### Championnat de France
Meilleurs réalisateurs
| Rang | Joueur | Poste | Points | Essais | Transf. | Pén. | Drops |
| ---- | ------ | ----- | ------ | ------ | ------- | ---- | ----- |
| 1    | -      | -     | -      | -      | -       | -    | -     |
| 2    | -      | -     | -      | -      | -       | -    | -     |
| 3    | -      | -     | -      | -      | -       | -    | -     |
| 4    | -      | -     | -      | -      | -       | -    | -     |
| 5    | -      | -     | -      | -      | -       | -    | -     |

Meilleurs marqueurs
| Rang | Joueur | Poste | Essais |
| ---- | ------ | ----- | ------ |
| 1    | -      | -     | -      |
| 2    | -      | -     | -      |
| 3    | -      | -     | -      |
| 4    | -      | -     | -      |
| 5    | -      | -     | -      |